# Lau Feliu
Estanislau Feliu i Maspons, más conocido como Lau Feliu (Barcelona, 1957) es un escultor, pintor, ilustrador y orfebre español. 

## Biografía
Estudió en la Escuela Massana de Barcelona. Posteriormente trabajó en el taller de escultura de Cinto Casanovas, donde se especializó en esta disciplina. Desde 1979 se dedica también a la docencia del arte.
Con un estilo expresionista heredero de Jorge Oteiza, algunos de los temas que ha tratado con asiduidad son la dualidad hombre/mujer, paisajes, animales o los jinetes del apocalipsis, así como numerosas obras religiosas, con exponentes en varias parroquias de Barcelona. Feliu reflexiona en sus obras sobre la incomunicación, la naturaleza y las relaciones humanas, y busca una fusión entre la imagen y el mensaje.
Ha expuesto su obra en diversas galerías y participado en varias exposiciones por toda Europa. Ganó una medalla de bronce en el Salón de Otoño de Marsella y una mención especial en el Salón de Invierno de Aix-en-Provence. En 2015 realizó una exposición en la sala Sant Roc del Institut d'Estudis Vallencs de Valls titulada Escapçats (Descabezados), inspirada en el poemario Les decapitacions, de Pere Quart, en la que expuso esculturas, dibujos, joyas y grabados, que intentaban combinar el poder de las imágenes con la poesía de Quart.
En 2017 elaboró dos esculturas para el gaudiniano Templo Expiatorio de la Sagrada Familia: el cordero del sacrificio de Abraham y el león de Judá, situados en el cimacio de la fachada de la Pasión. Fueron colocadas el 14 de diciembre de 2017. Actualmente está esculpiendo para el mismo templo un grupo de tres ángeles que se situará al pie de la cruz central del frontón de la fachada de la Pasión, cuya colocación está prevista para julio de 2018.

## Obras
- Ángel (1979).[8]
- Nuestra Señora de Bellvitge (1995).[8]
- Cristo de Pineta (2002).[8]
- Juan XXIII (2002).[8]
- San José de Calasanz (2007).[8]
- San Antonio Abad (2008).[8]
- San Juan (2010).[8]
- San Pedro (2010).[8]
- Tríptico de la capilla de San Lucas en Torre Baró (2014).[9]
- Estatua de san Ignacio de Loyola para la basílica de Santa María del Mar de Barcelona (2016).[10]
- Retablo para la parroquia de san Bernardo de Claraval de Ciudad Meridiana (2016).[11]
- Tímpano de San Martín descabalgado para la iglesia de San Martín de Provensals de Barcelona (2016).[12]
- Cordero de Abraham y León de Judá, Templo Expiatorio de la Sagrada Familia (2017).[13]